# 阿梅德貝爾
阿梅德貝爾（Amed Ber）是埃塞俄比亞北部阿姆哈拉州南貢德爾地區的小鎮。根據埃塞俄比亞中央統計局2005年的資料，阿梅德貝爾人口約5,517，其中男性2,623人，女性2,894人。